# Shōninki

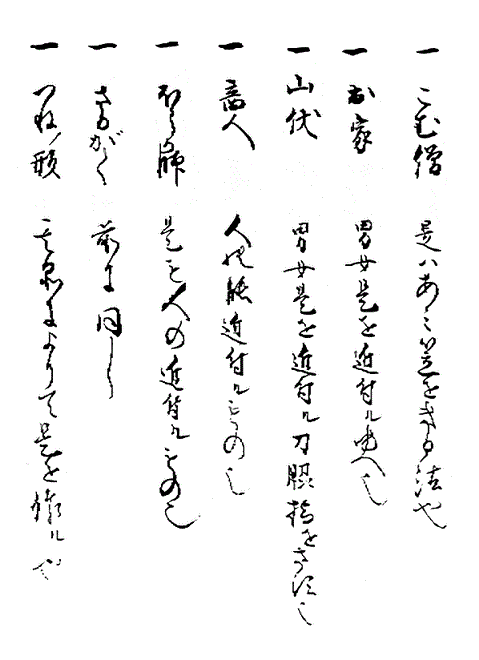
Extrait du Shōninki

Le Shôninki (正忍記 , du japonais 正 shô : « vrai », « correct », « exact », « authentique », 忍 nin de ninja : « furtif », « furtivité », et 記 ki : « chronique », « recueil », « écrit ») est un texte des ninja de la province de Kishū. L'ouvrage est composé en 1681 par Fujibayashi Masatake (藤林正武) (également Fujinoissuishi Masatake (藤一水子正武), Sanjūrō Masatake (三十郎正武) ou Natori Sanjūrō Masazumi (名取三十郎正澄)). Le Shōninki décrit les stratégies d'espionnage shinobi (ninja) de Kishū.
Avec le Bansenshūkai et le Ninpiden, il est l'un des trois principaux écrits ninja qui nous sont parvenus. Un exemplaire original du Shōninki est conservé à la bibliothèque d'État de Tokyo.
Il est paru pour la toute première fois en langue française en février 2009, grâce aux travaux d'Axel Mazuer.

## Contenu
Le Shōninki est divisé en une préface (Jo), trois rouleaux (Shomaki, Chumaki, Gemaki) et un épilogue (Okusho). Dans la préface, l'auteur décrit les différents types d'espions et les principes fondamentaux de l'espionnage. La première partie traite des compétences de base en espionnage, comme la façon de s'habiller, de se cacher, de pénétrer dans des maisons étrangères, d'agir en nocturne, la collecte d'informations ou de coopération entre les différents shinobi (ninja). La deuxième partie traite de sa propre protection, de la défense contre les espions de l'ennemi, de la connaissance et reconnaissance de la physionomie humaine, du comment dévoiler les véritables intentions des personnes et déceler les fausses pistes et les indices. La dernière partie traite de l'écriture de ses propres états émotionnels ainsi que celles des autres personnes.

## Source de la traduction
- (de) Cet article est partiellement ou en totalité issu de l’article de Wikipédia en allemand intitulé « Shoninki » (voir la liste des auteurs).